# Руслан Гонгадзе
Руслан Гонгадзе (груз. ღონღაძე რუსლან; 23 травня 1944 — 5 серпня 1993) — грузинський кінорежисер, політик.
Батько відомого українського журналіста Георгія Гонгадзе.
У 1990—1991 роках був  членом Верховної Ради Республіки Грузія першого скликання від виборчого блоку Круглий стіл — Вільна Грузія, підписав Акт про відновлення державної незалежності Грузії (9 квітня 1991 року).

## Життєпис
Див. #Джерела
Руслан Гонгадзе народився в Грузії, але мав складне етнічне походження. Його батько був грузином, головним санітарним лікарем району, а мати — француженкою за батьком і німкенею за матір’ю; народилася вона в Парижі.
Руслан Гонгадзе закінчив факультет архітектури Тбіліського університету, але знайшов своє покликання в кіно, став відомим грузинським кінорежисером-документалістом.
Вирізнявся активною громадянською позицією та симпатією до вільнолюбних грузинських націоналістів, дисидентського руху.
Був лідером однієї зі 198 націонал-демократичних партій Грузії.
У 1991 році президент Грузії Звіад Гамсахурдіа фактично встановив у країні диктаторський режим, почав гоніння політичних опонентів, до числа яких (як «ворог народу» № 28) потрапив і Руслан Гонгадзе.
Помер 7 серпня 1993 року.

## Ресурси в Інтернеті
- ღონღაძე რუსლან [Архівовано 22 червня 2020 у Wayback Machine.] Руслан Гонгадзе // Офіційний вебсайт парламенту Грузії (груз.)